# Karlo Stipanić
Karlo Stipanić (Crikvenica, 8. prosinca 1941.), hrvatski vaterpolist, olimpijski pobjednik iz Meksika 1968. i srebrni s Olimpijskih igara u Tokiju 1964.
Karijeru je započeo u Crikveničkom plivačkom klubu, a zatim otišao u HVK Mladost. Smatra ga se jednim od najboljih vaterpolskih vratara 1960-ih godina.